# Weigenheim
Weigenheim er en kommune i den mittelfrankiske Landkreis Neustadt an der Aisch-Bad Windsheim i den tyske delstat Bayern. Den er en del af Verwaltungsgemeinschaft Uffenheim.

## Geografi
Kommunen ligger i den sydlige del af Steigerwald.
Nabokommuner er (med uret, fra nord): Sugenheim, Markt Nordheim, Uffenheim, Gollhofen og Ippesheim.

### Inddeling
- Weigenheim (Weichni)
- Geckenheim (Geckni)
- Hasenmühle
- Lanzenmühle
- Reusch
- Schloss Frankenberg
- Zellesmühle